# 16 octombrie
ianuarie • februarie • martie  • aprilie  • mai  • iunie  • iulie  • august  • septembrie  • octombrie  • noiembrie  • decembrie
16 octombrie este a 289-a zi a calendarului gregorian și a 290-a zi în anii bisecți. Mai sunt 76 de zile până la sfârșitul anului.

## Evenimente

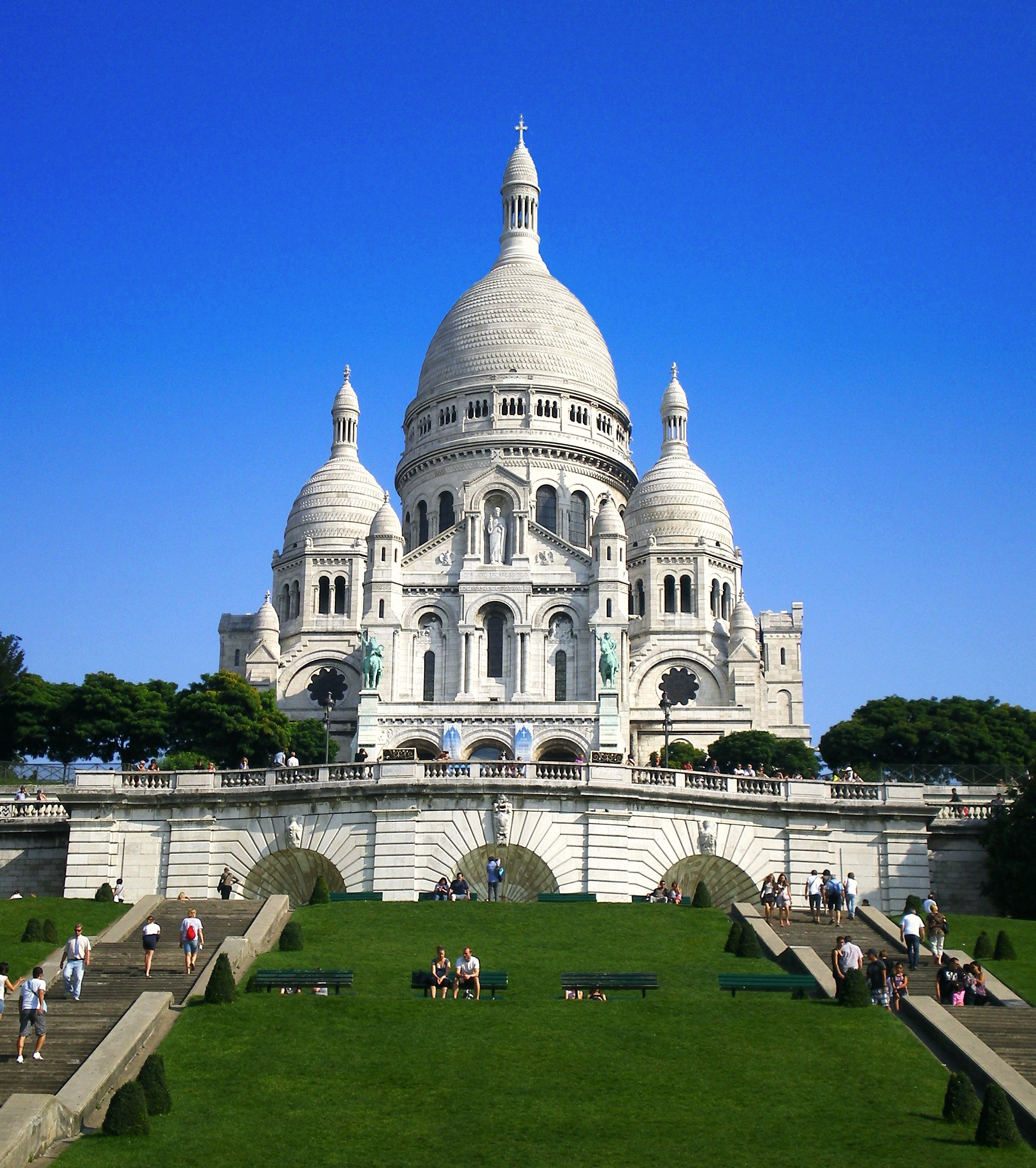
1919: Este sfințită Bazilica Sacré-Cœur din Paris, construită în perioada 1875-1914.

- 1384: Hedviga de Anjou este încoronată rege al Poloniei deși este femeie.
- 1793: Maria Antoaneta, soția lui Ludovic XVI al Franței este ghilotinată, sub acuzația de trădare.
- 1813: Cea de a șasea coaliție l-a atacat pe Napoleon la bătălia de la Leipzig, cea mai mare înfruntare din războaiele napoleoniene, în care au fost implicați peste 500.000 de soldați.
- 1834: Un puternic incendiu izbucnește la Palatul Westminster, distrugând mare parte din clădirile complexului, printre care și cele ale Camerei Lorzilor și Camerei Comunelor. Reconstrucția va avea să dureze aproape 40 de ani.
- 1843: William Rowan Hamilton a scris pentru prima oară formula fundamentală pentru cuaternioni pe marginea podului Broom din Dublin, Irlanda.
- 1905: În urma adoptării Legii Curzon, Bengalul este împărțit în două provincii, pe criterii religioase: Bengalul de Vest (hindus) și Bengalul de Est (musulman).
- 1919: Este sfințită Bazilica Sacré-Cœur din Paris, construită în perioada 1875-1914
- 1945: Crearea Organizației Națiunilor Unite pentru Alimentație și Agricultură.
- 1946: Inculpații condamnați la moarte în principalul proces de la Nürnberg au fost executați.
- 1964: China a detonat prima bombă nucleară.
- 1967: NATO a inaugurat cartierul general de la Bruxelles
- 1978: Cardinalul Karol Józef Wojtyła din Cracovia, Polonia a devenit Papa Ioan Paul al II-lea, devenind primul papă dintr-o țară slavă și primul papă neitalian în ultimii 400 de ani.
- 1993: România a devenit membru cu drepturi depline în mișcarea francofonă.
- 1998: Fostul dictator chilian Augusto Pinochet este arestat la Londra în baza unui mandat prin care s-a solicitat extrădarea sa în baza acuzațiilor de crimă.
- 2004: Radio3Net devine primul radio românesc care emite exclusiv pe internet.
- 2005: Papa Benedict al XVI-lea a acordat, pentru prima oară în istoria papalității, un interviu televizat difuzat de canalul public polonez TVP1.
- 2012: Doi români au furat, în două minute, 7 tablouri (picturi în ulei și acuarele) de la muzeul Kunsthal din Roterdam în valoare estimată de 18 milioane de euro; pânzele erau semnate de Picasso, Matisse, Monet și Gauguin.

## Nașteri
- 1708: Albrecht von Haller, poet elvețian (d. 1777)
- 1751: Frederika Louisa de Hesse-Darmstadt, a doua soție a regelui Frederic Wilhelm al II-lea al Prusiei (d. 1805)
- 1752: Adolph Knigge, scriitor german (d. 1796)
- 1801: Joseph Jelačić, general imperial austriac, ban al Croației (d. 1859)
- 1803: Robert Stephenson, inginer britanic (d. 1859)
- 1827: Arnold Böcklin, pictor elvețian (d. 1901)
- 1854: Oscar Wilde, scriitor irlandez (d. 1900)
- 1863: Austen Chamberlain, om politic britanic, laureat Nobel (d. 1937)
- 1875: Prințesa Kaʻiulani, prințesă moștenitoare a insulelor Hawaiene (d. 1899)
- 1885: Gheorghe Ionescu-Sisești, agronom român, membru al Academiei Române (d. 1955)
- 1886: David Ben-Gurion, primul prim-ministru al Israelului (d. 1973)

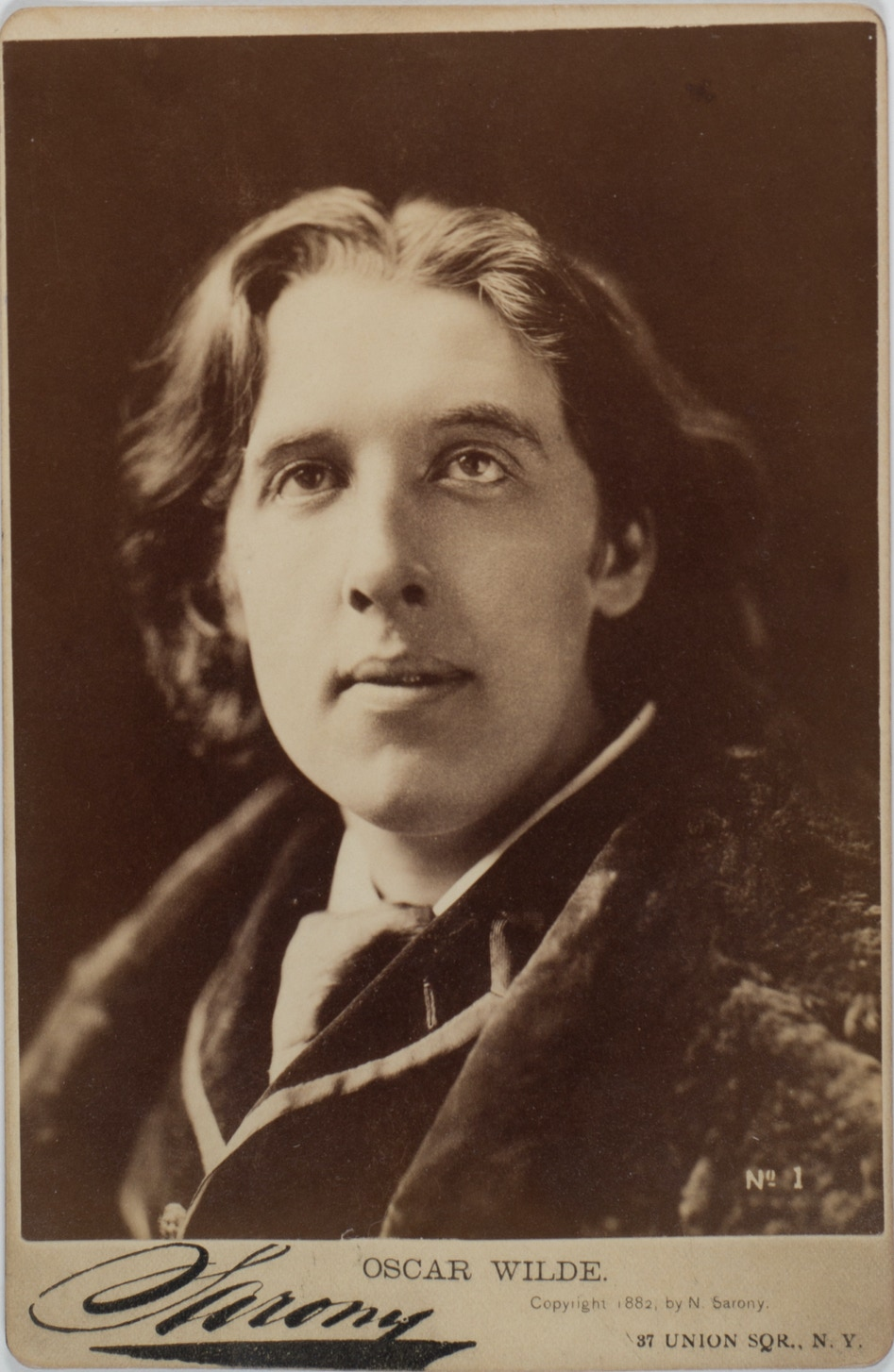
Oscar Wilde, scriitor irlandez
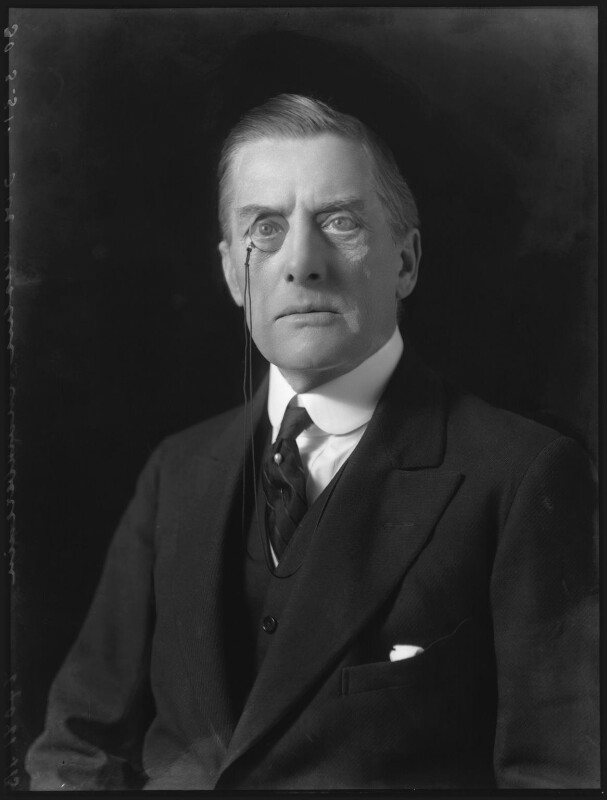
Austen Chamberlain, om politic britanic, laureat Nobel
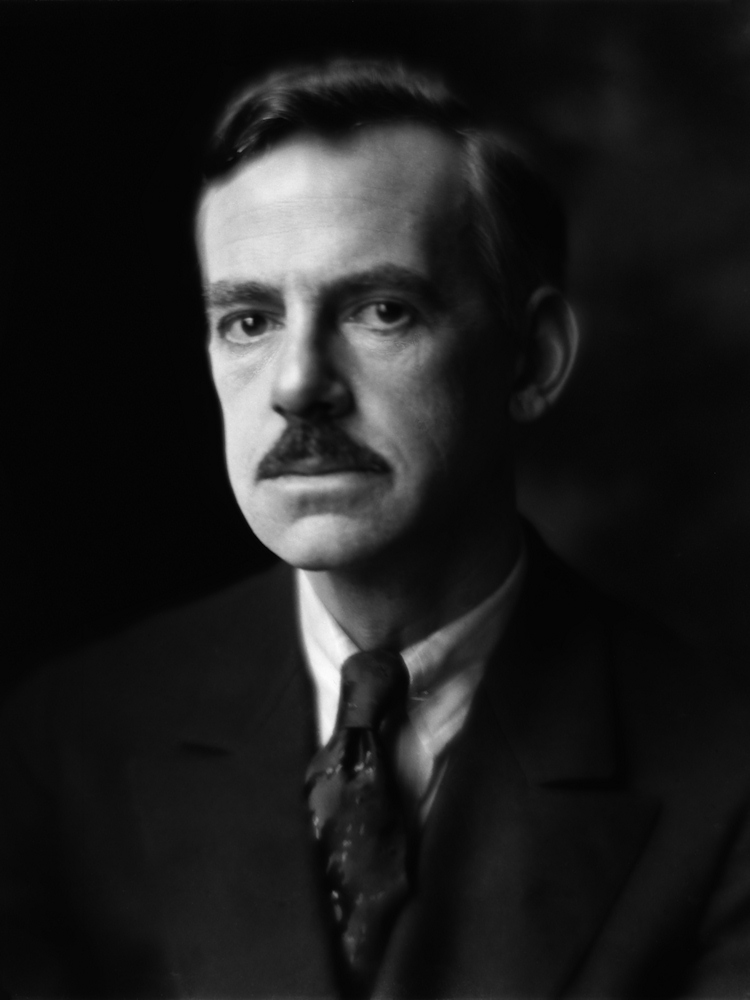
Eugene O'Neill, scriitor american, laureat Nobel

- 1888: Eugene O'Neill, scriitor american, laureat al Premiului Nobel (d.1953)
- 1897: Alexandru Proca, fizician român, membru al Academiei Române (d. 1967)
- 1906: Dino Buzzati, scriitor italian (d. 1972)
- 1907: Roger Vailland, scriitor francez, câștigător al Premiului Goncourt în 1957 (d. 1965)
- 1908: Enver Hoxha, om politic albanez (d.1985)
- 1920: Mateiu Dogan, politolog și sociolog francez de origine română, membru de onoare al Academiei Române (d. 2010)
- 1921: Georges Wilson, actor francez (d. 2010)
- 1925: Angela Lansbury, actriță britanică (d. 2022)
- 1927: Günter Grass, scriitor german, laureat al Premiului Nobel (d. 2015)
- 1929: Fernanda Montenegro, actriță braziliană
- 1934: Peter Ashdown, pilot britanic
- 1938: Gabi Luncă, interpretă română de muzică lăutărească (d. 2021)
- 1939: Amancio Amaro, fotbalist spaniol (d. 2023)
- 1939: Péter Jecza, sculptor român (d. 2009)
- 1940: Valentin Timaru, compozitor și muzicolog român
- 1942: Marin Tufan, fotbalist român
- 1954: Corinna Harfouch, actriță germană
- 1958: Tim Robbins, actor american

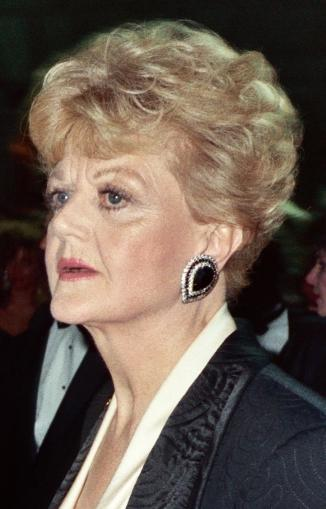
Angela Lansbury, actriță britanică
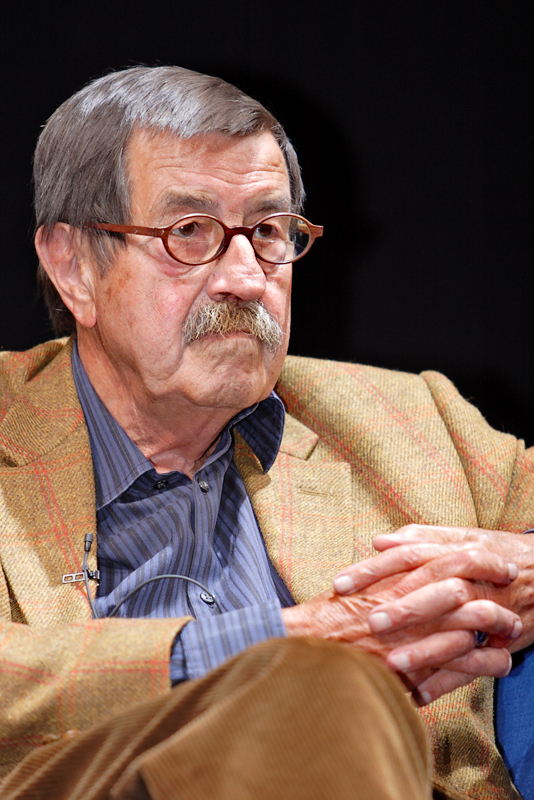
Günter Grass, scriitor german, laureat Nobel
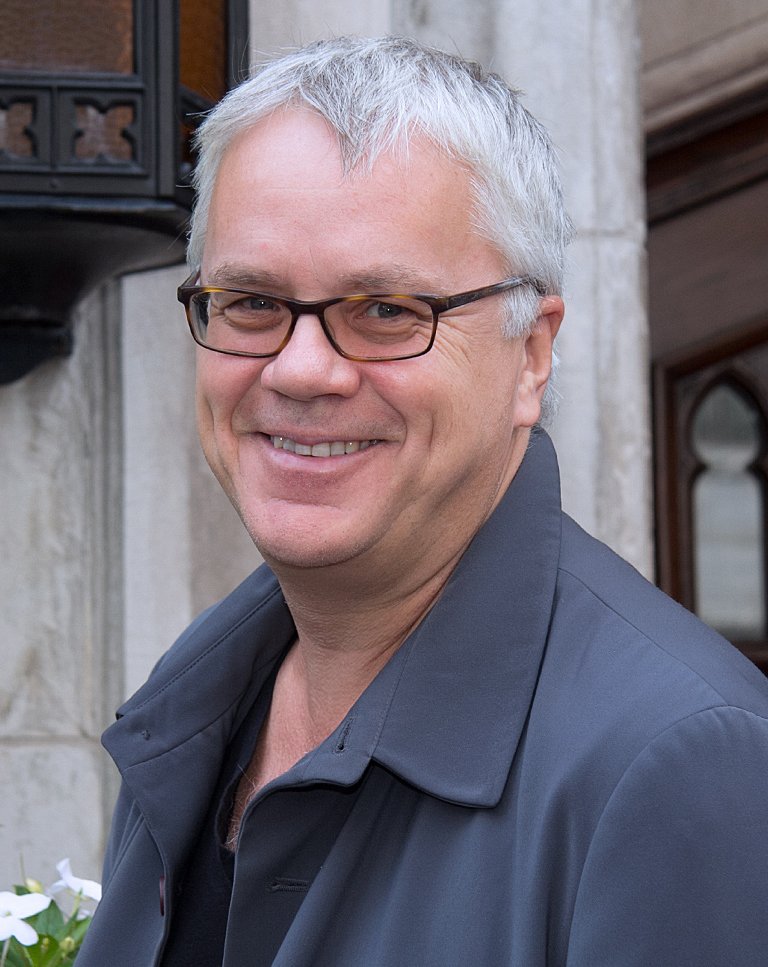
Tim Robbins, actor american

- 1962: Dmitri Hvorostovski, bariton rus (d. 2017)
- 1965: Mihai Cosma, muzicolog și jurnalist român
- 1971: Michael von der Heide, cântăreț elvețian
- 1974: Aurela Gaçe, cântăreață albaneză
- 1977: John Mayer, muzician american și textier
- 1983: Cristian Ianu, fotbalist român
- 1984: Roberto Hilbert, fotbalist german
- 1985: Verena Sailer, sprinteră germană
- 1983: Loreen, cântăreață și producătoare suedeză de muzică pop
- 1984: Shayne Ward, interpret britanic
- 1990: Sam Bennett, ciclist irlandez
- 1990: Jóhanna Guðrún Jónsdóttir, cântăreață islandeză
- 1991: John und Edward Grimes, duet irlandez

## Decese
- 1553: Lucas Cranach cel Bătrân, pictor german (n. 1472)
- 1591: Papa Grigore al XIV-lea (n. 1535)
- 1791: Grigori Potiomkin, general rus și om de stat (n. 1739)
- 1793: Maria Antoaneta, regină a Franței, soția regelui Ludovic al XVI-lea al Franței (n. 1755)
- 1793: John Hunter, chirurg scoțian (n. 1728)

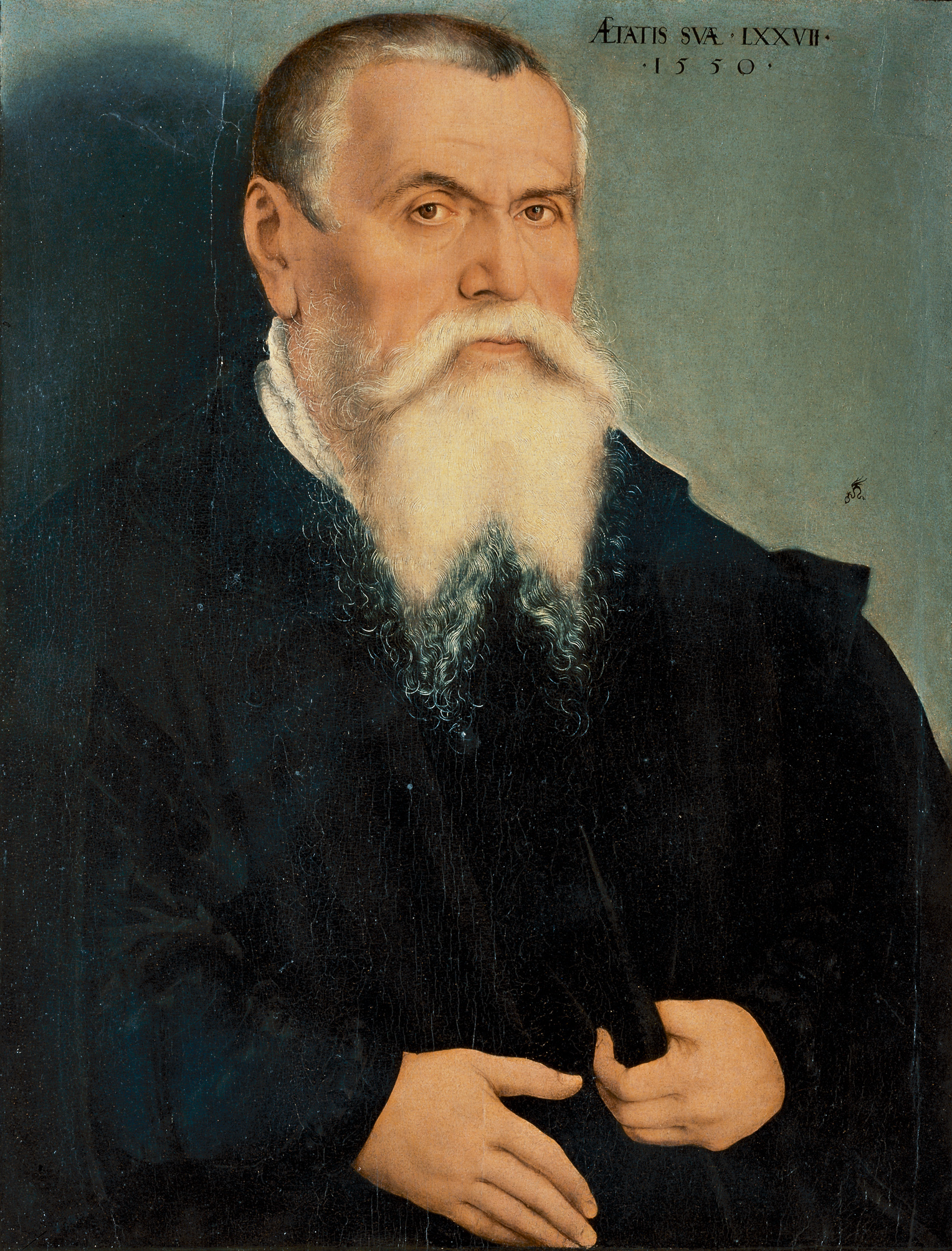
Lucas Cranach cel Bătrân, pictor german
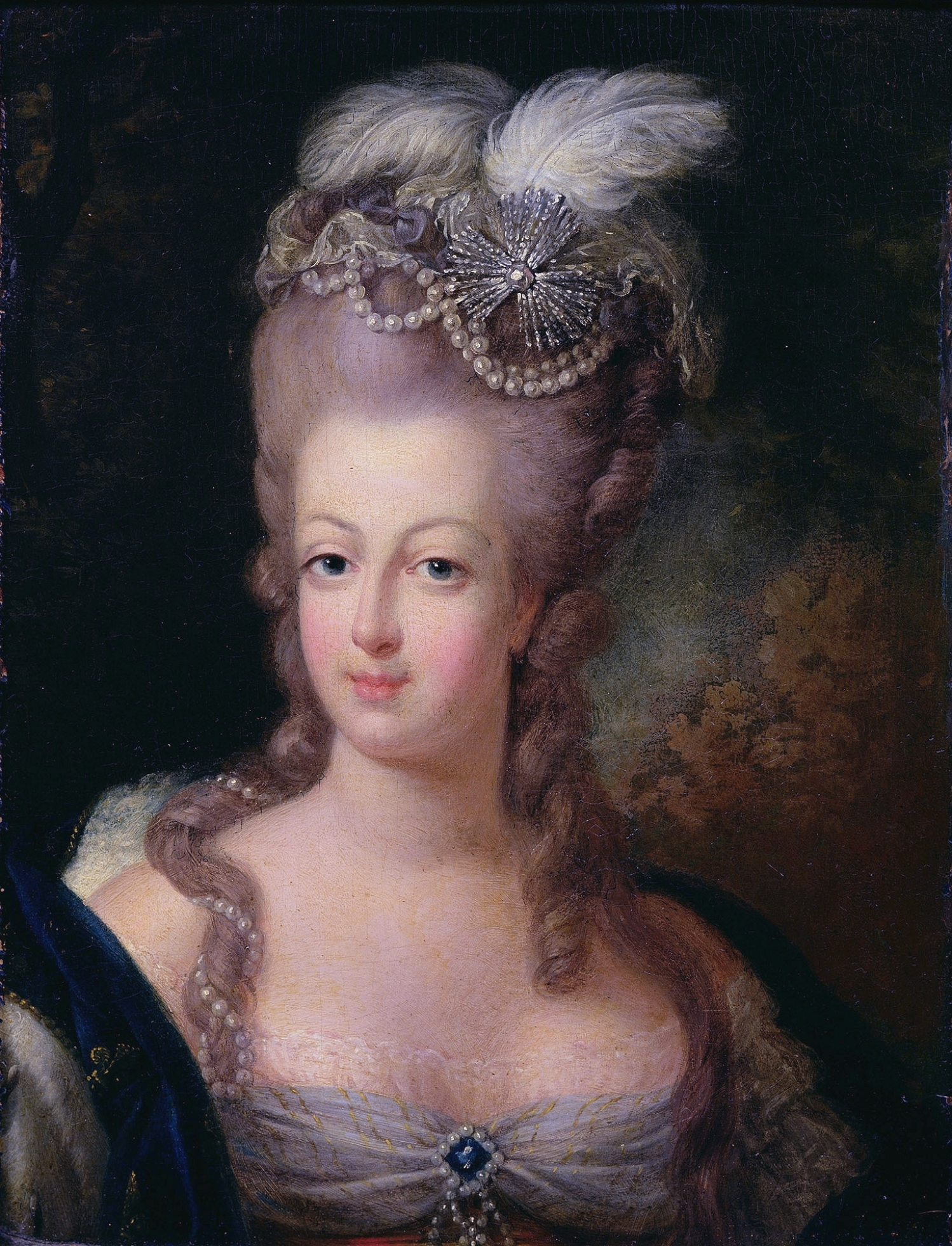
Maria Antoaneta, regină a Franței, soția regelui Ludovic al XVI-lea al Franței
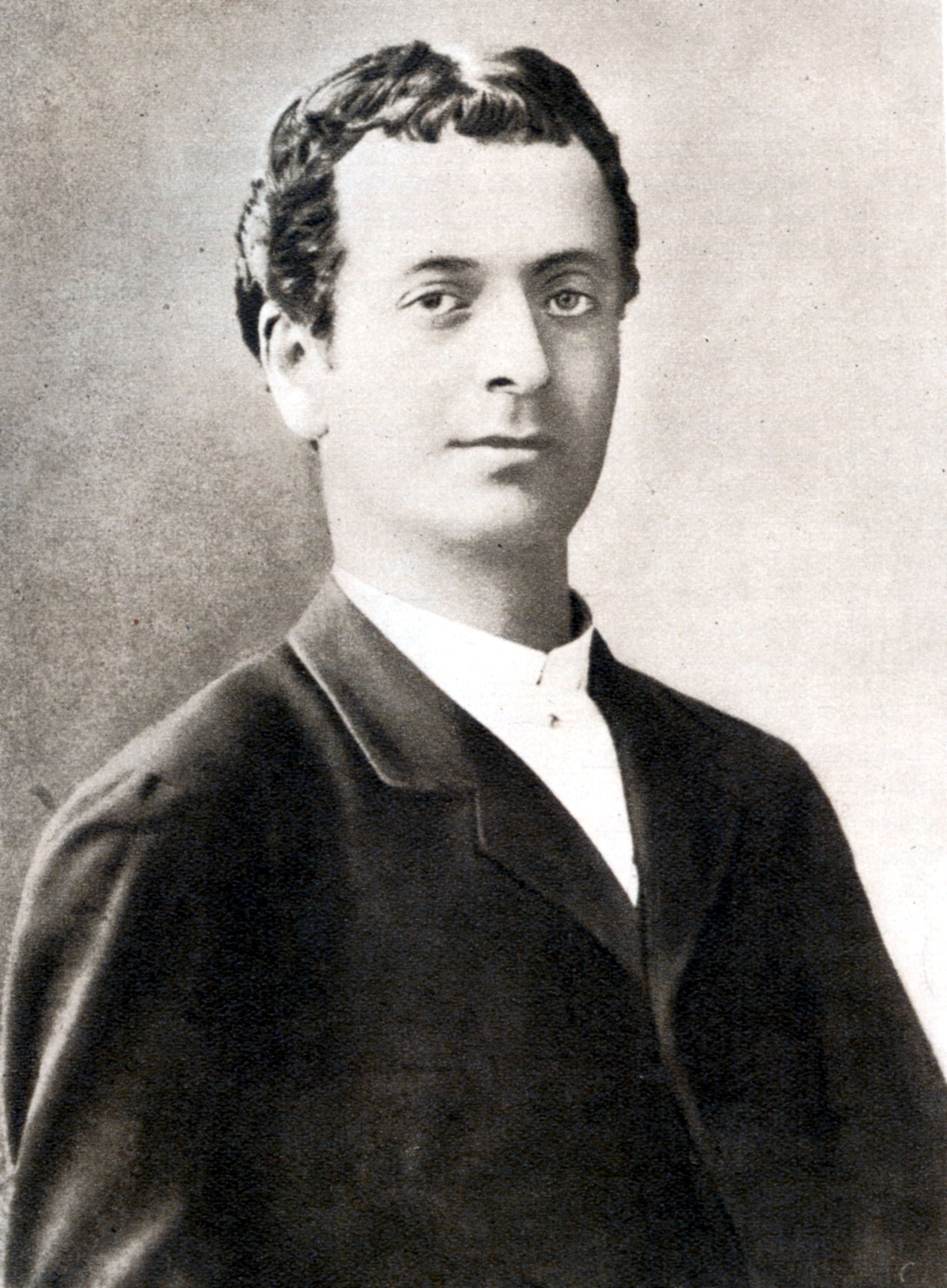
Constantin I. Nottara, actor român

- 1796: Victor Amadeus al III-lea al Sardiniei (n. 1726)
- 1935: Constantin I. Nottara, actor, regizor român (n. 1859)
- 1940: Terezia Ocsko, activistă comunistă din Arad (n. 1917)
- 1946: Hans Frank, avocat german, guvernator general al Poloniei ocupate (n. 1900)
- 1946: Wilhelm Frick, avocat german, ministru de interne în Germania Nazistă și protector al Protectoratului Boemiei și Moraviei (n. 1876)
- 1946: Alfred Jodl, general german, șeful Statului Major al Înaltului Comandament al Wehrmachtului (n. 1890)
- 1946: Ernst Kaltenbrunner, ofițer austriac SS (n. 1903)
- 1946: Wilhelm Keitel, feldmareșal german din Al Doilea Război Mondial (n. 1882)
- 1946: Alfred Rosenberg, ideolog nazist (n. 1893)
- 1946: Julius Streicher, propagandist antisemit, fondatorul săptămânalului Der Stürmer (n. 1885)
- 1946: Arthur Seyss-Inquart, avocat și politician austriac (n. 1892)
- 1946: Joachim von Ribbentrop, politician german (n. 1893)
- 1962: Gaston Bachelard, filozof și critic literar francez (n. 1884)
- 1962: Prințesa Elena a Serbiei (n. 1884)
- 1973: David Ben-Gurion, primul prim-ministru al Israelului (n. 1886)
- 1992: Shirley Booth, actriță americană (n. 1898)
- 2002: Ileana Berlogea, istoric literar și teatrolog (n. 1931)
- 2007: Toše Proeski, cântăreț macedonean (n. 1981)
- 2014: John Spencer-Churchill, al 11-lea Duce de Marlborough (n. 1926)
- 2019: Alexandru Lazăr, actor și critic român de film (n. 1933)
- 2024: Liam Payne, cântăreț britanic, membru al trupei One Direction (n. 1993)

## Sărbători
- Sf. Mc. Longhin Sutașul; Sf. Mc. Leontie, Dometie și Terentie (calendar ortodox)
- Sf. Longhin Sutașul (greco-catolic)
- Sfânta Hedviga de Silezia (romano-catolic)
- Ziua Mondială a alimentației